# 蒙孔布鲁莱米讷
蒙孔布鲁莱米讷（法語：Montcombroux-les-Mines，法語發音：[mɔ̃kɔ̃bʁu le min]）是法国阿列省的一个市镇，位于该省中东部，属于维希区。

## 地理
蒙孔布鲁莱米讷（46°21'9"N, 3°41'26"E）面积23.42 平方千米，位于法国奥弗涅-罗讷-阿尔卑斯大区阿列省，该省份为法国中部省份，北起涅夫勒省、西北接谢尔省，西南至克勒兹省，南至多姆山省，东南临卢瓦尔省，东临索恩-卢瓦尔省。
与蒙孔布鲁莱米讷接壤的市镇（或旧市镇、城区）包括：贝尔、勒东容、列尔诺勒、圣莱昂、索尔比耶。
蒙孔布鲁莱米讷的时区为UTC+01:00、UTC+02:00（夏令时）。

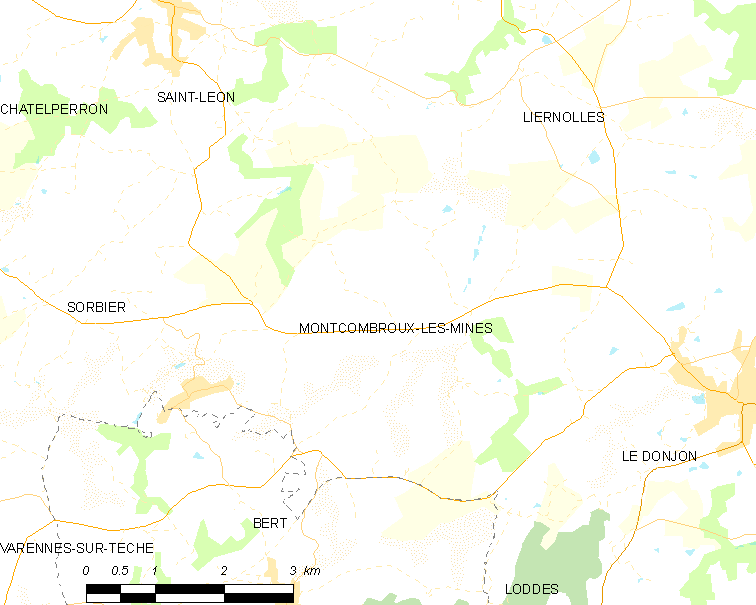
蒙孔布鲁莱米讷的OSM定位图

## 行政
蒙孔布鲁莱米讷的邮政编码为03130，INSEE市镇编码为03181。

## 政治
蒙孔布鲁莱米讷所属的省级选区为贝布尔河畔栋皮埃尔县。

## 人口
蒙孔布鲁莱米讷在19世纪末因煤矿资源而吸引了大量人口，后因资源枯竭而人口下降。蒙孔布鲁莱米讷于2022年1月1日时的人口数量为295人。

1962-2008年间蒙孔布鲁莱米讷人口变化图示